# Best Laid Plans
 Best Laid Plans és una pel·lícula estatunidenca dirigida per Mike Barker, estrenada l'any 1999.

## Argument
Un jove anomenat Nick acaba de ficar-se en un enorme embolic: un traficant de cocaïna li exigeix pagar un deute - un robatori- per valor de quinze mil dòlars abans del cap de setmana. Buscant la manera de pagar, Nick i la seva promesa es troben amb un vell amic, qui aviat es torna peó i còmplice en un sòrdid pla.

## Repartiment
- Alessandro Nivola: Nick
- Reese Witherspoon: Lissa
- Josh Brolin: Bryce
- Gene Wolande: Lawyer
- Jonathan McMurtry: Vet
- Father Terrance Sweeney: Capellà

## Rebuda
- "Una barreja de vistós estil visual i argument profundament enrevessat (...) Visualment ambiciosa, però exasperadament escrita, és el tipus de thriller en el qual l'estil desborda el contingut"[2]
- "Tensa i intrigant (...) excel·lents interpretacions"[3]
- "En una tensa atmosfera amb elements de cinema negre (...) Un sòlid guió que adapta una novel·la de John Fowles aporta densitat dramàtica a un relat claustrofòbic i inquietant, en el que destaca el poderós treball de Reese Witherspoon"[4]